# Universität Schiras

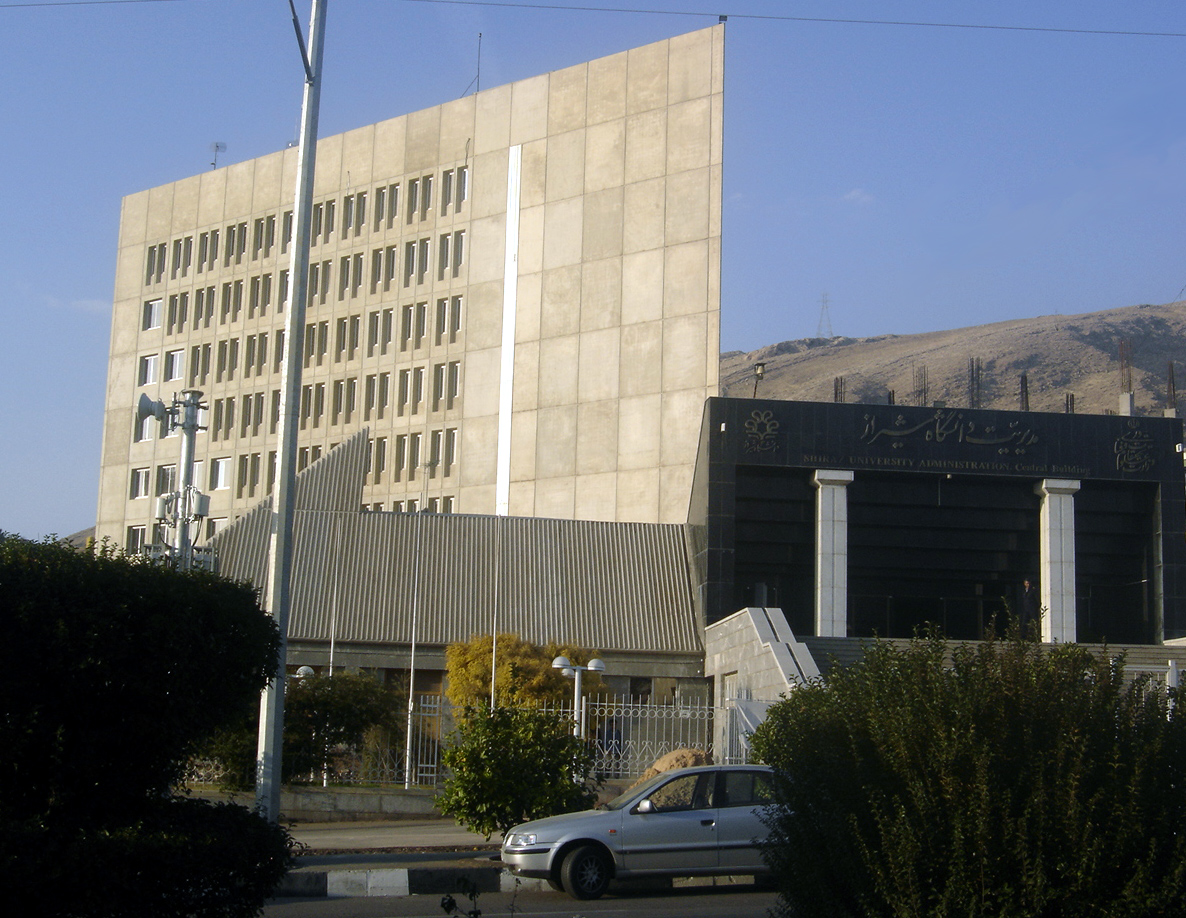
Eingang und Hauptgebäude

Die Universität Schiras (persisch دانشگاه شیراز, DMG Dānešgāh-e Šīrāz), früher bekannt als Pahlavi-Universität, ist eine  staatliche Universität in der Stadt Schiras, in der zentralen Südprovinz Fars im Iran. Die im Jahr 1946 als Juniorcollege für Gesundheit gegründete Einrichtung erlangte 1954 unter dem Namen Pahlavi University Universitätsstatus. 1979 erhielt sie ihren heutigen Namen. Derzeit sind etwa 19.000 Studierende immatrikuliert.
Zu den Einrichtungen zählt die Schiras-Universität für Medizinische Wissenschaften und Gesundheitsdienste sowie das Abu-Reyhan-e-Birooni-Observatorium.